# Altmark (Schiff)
Die Altmark war ein deutsches Tank- und Versorgungsschiff, das in den ersten Monaten des Zweiten Weltkrieges als Trossschiff der Kriegsmarine das Panzerschiff Admiral Graf Spee im Nord- und Südatlantik zu versorgen hatte. Benannt wurde es nach der Kulturlandschaft Altmark.
Da es in der deutschen Reichs- und Kriegsmarine üblich war, dass die zu bauenden Schiffe erst bei der Taufe ihren Namen erhielten, wurde die Altmark unter der Baubezeichnung „Troßschiff A“ als dritte Einheit einer aus neun Schiffen bestehenden geplanten Klasse, der späteren Dithmarschen-Klasse, gebaut. Unter der Baunummer 750 wurde ihr Kiel am 15. Juni 1936 bei der Howaldtswerke AG in Kiel gelegt.

## Einsatzgeschichte

### Einsatz als Flottenversorgungsschiff für die Admiral Graf Spee
Die Altmark lief am 13. November 1937 vom Stapel und wurde ein Jahr später, am 14. November 1938, in Dienst gestellt. Kommandant war der 65-jährige Kapitänleutnant d. R. Heinrich Dau. Im August 1940 gab er das Kommando ab.
Am 1. September 1939 traf sich die Altmark mit der Admiral Graf Spee erstmals auf offener See zur Dieselergänzung. Am 6. Dezember bunkerte die Admiral Graf Spee zum neunten und letzten Mal bei der Altmark Treibstoff. Nach der Selbstversenkung der Admiral Graf Spee am 17. Dezember 1939 versuchte sich die Altmark allein in die Heimat durchzuschlagen. Zunächst wich sie nach Süden aus, wo die Briten das Schiff am wenigsten vermuteten. Einige Wochen später wagte sich der Tanker wieder nach Norden und passierte unbehelligt den Äquator, den Nordatlantik sowie die Dänemarkstraße. Mitte Februar 1940 erreichte die Altmark bei Trondheim in Norwegen neutrale Gewässer.

### Altmark-Zwischenfall
Das Schiff erlangte im Vorfeld der deutschen Invasion Norwegens durch den nach ihm benannten „Altmark-Zwischenfall“ einige Bedeutung. Dabei wurde die „Altmark“, die sich mit 299 gefangenen britischen Seeleuten an Bord auf dem Rückweg vom Südatlantik nach Deutschland befand, am 16. Februar 1940 in Hoheitsgewässern des neutralen Norwegen von dem britischen Zerstörer Cossack aufgebracht. Die britischen Seeleute wurden befreit, wobei acht deutsche Seeleute durch eine Schießerei ums Leben kamen. Der Einsatz des Britischen Zerstörers "HMS Cossack" in den neutralen Gewässern Norwegens widersprach dem Seerecht.

### Weitere Verwendung
Die „Altmark“ kehrte nach ihrer Freigabe nach Deutschland zurück und wurde in „Uckermark“ umbenannt. Von August 1940 bis April 1942 war Korvettenkapitän Josef Amfaldern der Kommandant des Schiffes.
Am 12. September 1940 wurde das Schiff auf dem Weg in den Nordatlantik zur Versorgung der „Admiral Scheer“ von einer Mine am Karmsund getroffen und kehrte anschließend nach Kiel zurück.
Vom 18. Januar bis zum 23. März 1941 leistete die „Uckermark“ Versorgungsbetrieb für die Schlachtschiffe „Scharnhorst“ und „Gneisenau“ während des „Unternehmens Berlin“. Am 22. März 1941 kehrte die „Uckermark“ mit 200 geretteten Schiffbrüchigen nach La Pallice zurück, einem äußeren Hafen von La Rochelle. Im Mai 1942 übernahm Korvettenkapitän Walther von Zatorski das Schiff.
Am 9. September 1942 lief die „Uckermark“ von Frankreich aus und versorgte auf ihrer Fahrt nach Japan am 24. September den Hilfskreuzer „Michel“. Am 10. November erreichte sie Shonanto und transportierte von dort 5500 ts Benzin nach Yokohama, wo sie am 24. November eintraf. Am 30. November 1942 lag das Schiff dort vor Anker, neben dem Hilfskreuzer Thor, dem ehemaligen australischen Passagierschiff „Nankin“, das die „Thor“ im März aufgebracht hatte und in „Leuthen“ umbenannt wurde, sowie dem als Hilfsversorgungsschiff fungierenden japanischen Dampfer „Unkai Maru Nr.3“. Die Besatzung saß beim Mittagessen, als eine gewaltige Explosion das Schiff zerriss. Alle vier Schiffe sanken. Grund der Explosion war vermutlich ein Funke, der bei Reparaturarbeiten in der Nähe der Ladetanks (das Schiff hatte vorher eine Teilladung Benzin befördert) verursacht worden war. Bei der Explosion kamen 53 Menschen ums Leben.